# Anastrepha atrox
Anastrepha atrox är en tvåvingeart som först beskrevs av Aldrich 1925.  Anastrepha atrox ingår i släktet Anastrepha och familjen borrflugor. Inga underarter finns listade i Catalogue of Life.